# Эйкен, Рудольф Кристоф
Рудольф Кристоф Э́йкен (также О́йкен, нем. Rudolf Christoph Eucken; 5 января 1846, Аурих, Пруссия — 15 сентября 1926, Йена, Веймарская республика) — немецкий философ

.

## Биография
Рудольф Кристоф Эйкен родился в семье рано умершего почтового работника и дочери священника 15 января 1846 года в городке Аурих. Благодаря заботам матери получил хорошее образование в гимназии и Гёттингентском университете, где изучал классическую философию и древнюю историю, затем в Берлинском университете. В гимназии он интересовался математикой и музыкой.
Степень доктора философии была присвоена Эйкену в Гёттингене, где он изучал классическую философию и историю древней Индии. Занятия философией и рационалистические взгляды не удовлетворяли Эйкена и он начал изучение работ Аристотеля. В 1870 году издал две брошюры об Аристотеле. Во время учёбы в Берлине он усвоил для себя факт взаимосвязи философии, истории и религии. Эйкен получил учёную степень по классической филологии и древней истории. Свою диссертацию автор писал о проблеме языка Аристотеля. В 1871 году он получил кафедру в Базельском университете; с 1874 года — профессор Йенского университета. В этом университете он преподавал до 1920 года.
В 1882 году женился на Ирен Пассов, дочери врача Карла Адольфа Пассова, в браке у них родились дочь и два сына (химик Арнольд (1884—1950) и экономист Вальтер).
Научный руководитель М. В. Безобразовой, с 1891 года первой русской женщины — доктора философии, ставшей по примеру своего наставника «этическим идеалистом».
В 1908 году удостоен Нобелевской премии по литературе «за серьёзные поиски истины, всепроникающую силу мысли, широкий кругозор, живость и убедительность, с которыми он отстаивал и развивал идеалистическую философию».
С 1911 по 1913 читал лекции в Англии и США. Планировал также поехать в Китай и Японию, но не смог из-за начала Первой мировой войны.
5 января 1916 года к своему дню рождения стал Почётным гражданином города Йена. Там же и умер писатель 15 сентября 1926 года.

## Творчество и философская мысль
Слава Эйкена была короткой, именно потому много его работ забыты в наше время. Философия Эйкена частично исторична, а частично творческая. В более поздних работах творческая сторона преобладала, но при этом автор пытался органически соединить их.
В исторических работах Эйкен пытался показать необходимую связь между философскими концепциями и эпохой к которой они относились. Все философские концепции, по мнению Эйкена, являются концепциями, на которые повлияла сама жизнь и решают практические проблемы общества. Этому практическому идеализму Эйкен дал название «активизм». Активизм предполагает, что человеческое общество может изменить себя через этический выбор, который оно может сделать. В этом он противопоставлял себя Ницше, который говорил о сверхчеловеке, которому дозволено обойти моральные и этические нормы. Философия Эйкена сделала попытку примирить интеллектуальную мысль с религией.
Он также поддерживал мнение, что у людей есть душа, и что люди находятся между миром материального и духовного. При этом люди должны преодолеть их материальную природу с помощью беспрерывных усилий, чтобы иметь возможность духовного усовершенствования.
В 1872 вышла его работа «О методе Аристотеля». В 1878 году издал книгу «Фундаментальные западни современной философской мысли». Эта книга вызвала большой интерес в научной среде. Автор пытается дать анализ исторических корней разных философских воззрений, а в 1908 году Эйкен переиздаёт эту книгу под названием «Основные направления современной мысли», где он попытался дополнить книгу собственными философскими идеями.
С 90-х годов Эйкен отходит от проблем истории, философии и с 1896 года работает над собственной идеалистической, религиозной и этической мыслью. Так, появляются две монографии «Истина религии» (1901) и «Основная черта нового миропонимания» (1907). Работа «Основная черта нового миропонимания» была попыткой стимулировать чувство духовности, которая считалась самобытной жизнью, к которой стремится общество.
Эйкен попытался с помощью философии Аристотеля сделать переоценку формирования этики за чертой человеческого существования. Не отдельный человек, а сильный образ, сформированный в сознании свободной гармонии, способный освободить человечество от материальности существования и цепи причинно-следственных эффектов.
В работе «Социализм: анализ» (1921) Эйкен упрекает социализм за его материалистический подход к характеристике человека и его места в мире. Философский социализм расходился с мнением Эйкена «о высокой цели» за чертой повседневной жизни. По мнению Эйкена, только тело подчиняется физическим процессам, в то время как дух нельзя объяснить с точки зрения материализма.
В этих работах автор пытается донести, что вечные ценности нужно искать за чертой каждодневной жизни. Эйкен пытается сказать человечеству о духовном устремлении, к которому оно должно двигаться. Это стремление требует воли и чувственности.
У системы Эйкена находились и критики, как среди материалистов, так и идеалистов, которые не воспринимали его этический активизм в пользу старого идеализма.
Эйкен считал возможным говорить об истинной религии, называя таковой христианство, понимаемое весьма своеобразно. Функция христианства ответить на вопрос, что религия может сделать для общества. Но, при этом он не разделял мнение, что спасение человечества исключительно в руках Господа Бога. Религия — это способ ответить на вопрос о смысле жизни. Иисус был для него не богом, а непревзойдённой личностью, которую не можно прямо наследовать. Вера — это способ достижения бессмертия.
Эйкен полемизировал и с некоторыми представителями идеализма. Подобно Ницше, он не доверял абстрактному интеллектуализму, он не поддерживал взглядов Гегеля с его взглядами на духовный мир, он не был эмпириком, которые ограничивают человеческий опыт чувствами и впечатлениями. Его «философия жизни» частично соединяла в себе некоторые главные проблемы феноменологии.